# Biologische Automation
Biologische Automation bezeichnet in der Forstwirtschaft die vorrangige Nutzung biologischer Prozesse zur Erreichung waldbaulicher Ziele, um so den Einsatz von Arbeit und Energie zu vermindern. 
Beispiele sind der Vorzug der Naturverjüngung gegenüber der "künstlichen" Anlage von Kulturen oder das zeitweilige Zulassen der natürlichen Sukzession auf entstandenen Freiflächen, um die so heranwachsenden Pionierwälder später mit erwünschten, standortgerechten Arten anzureichern, die forstlich nutzbar sind. Auch aufwändige Kulturpflegemaßnahmen lassen sich dadurch reduzieren: Das forstlich erwünschte gerade und feinastige Aufwachsen junger Bäume kann, statt durch hohe anfängliche Pflanzenzahl unter späterer Ausdünnung des Bestandes, auch durch das Belassen zum Beispiel anfliegender Birken erreicht werden, die erst entnommen werden, wenn sie einen der zur forstlichen Produktion erwünschten Zukunftsbäume ernstlich bedrängen.